# Kötschlitz
Kötschlitz ist ein Ortsteil der Stadt Leuna im Saalekreis in Sachsen-Anhalt.

## Geografie
Kötschlitz, einschließlich der ehemaligen Ortsteile Möritzsch und Zschöchergen, liegt zwischen Merseburg und Leipzig nördlich des Elster-Saale-Kanals, südlich schließt sich Günthersdorf an.
Das Westende des Kanals befindet sich wenige hundert Meter westlich von Kötschlitz.

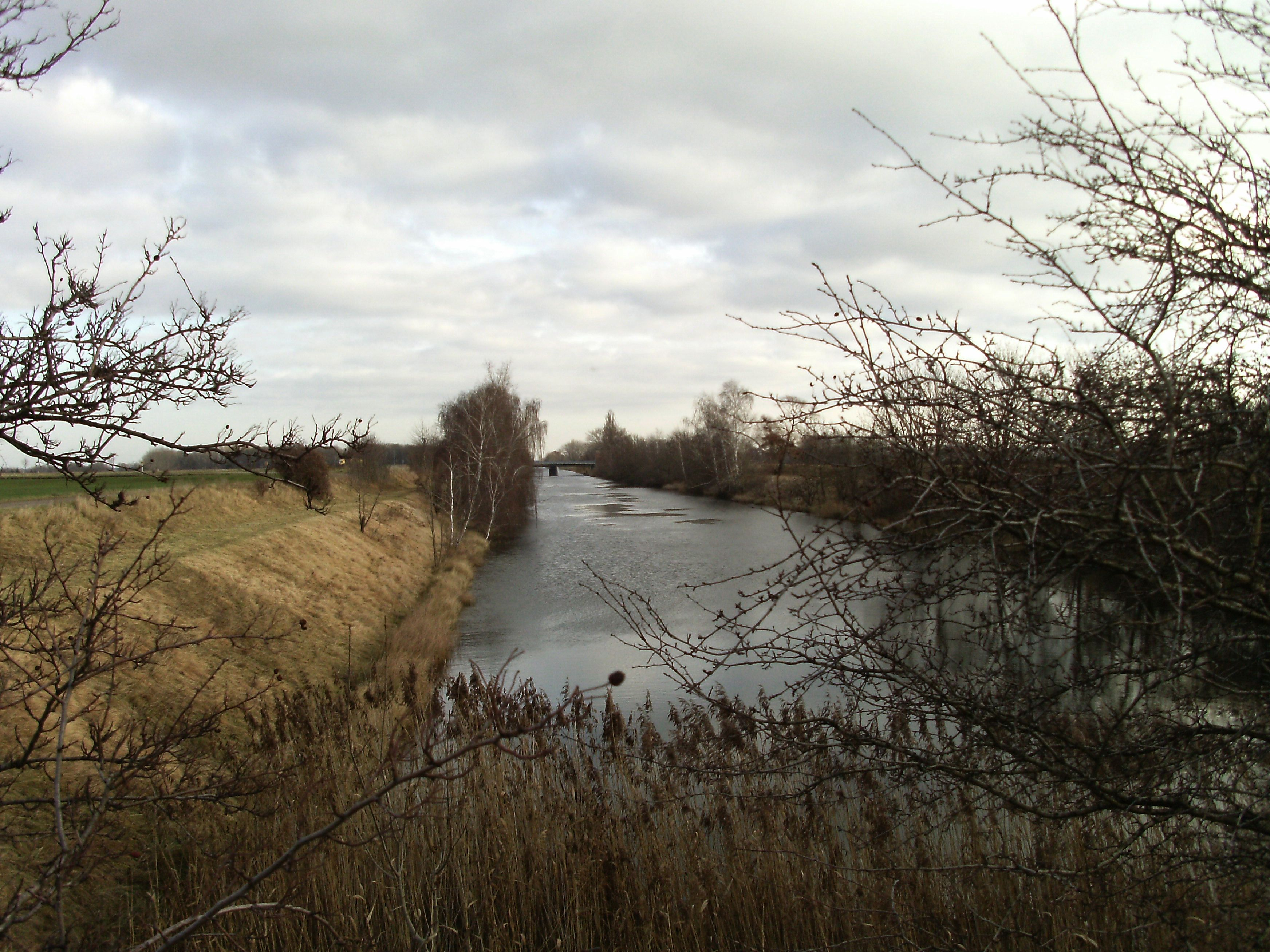
Das Westende des Kanals

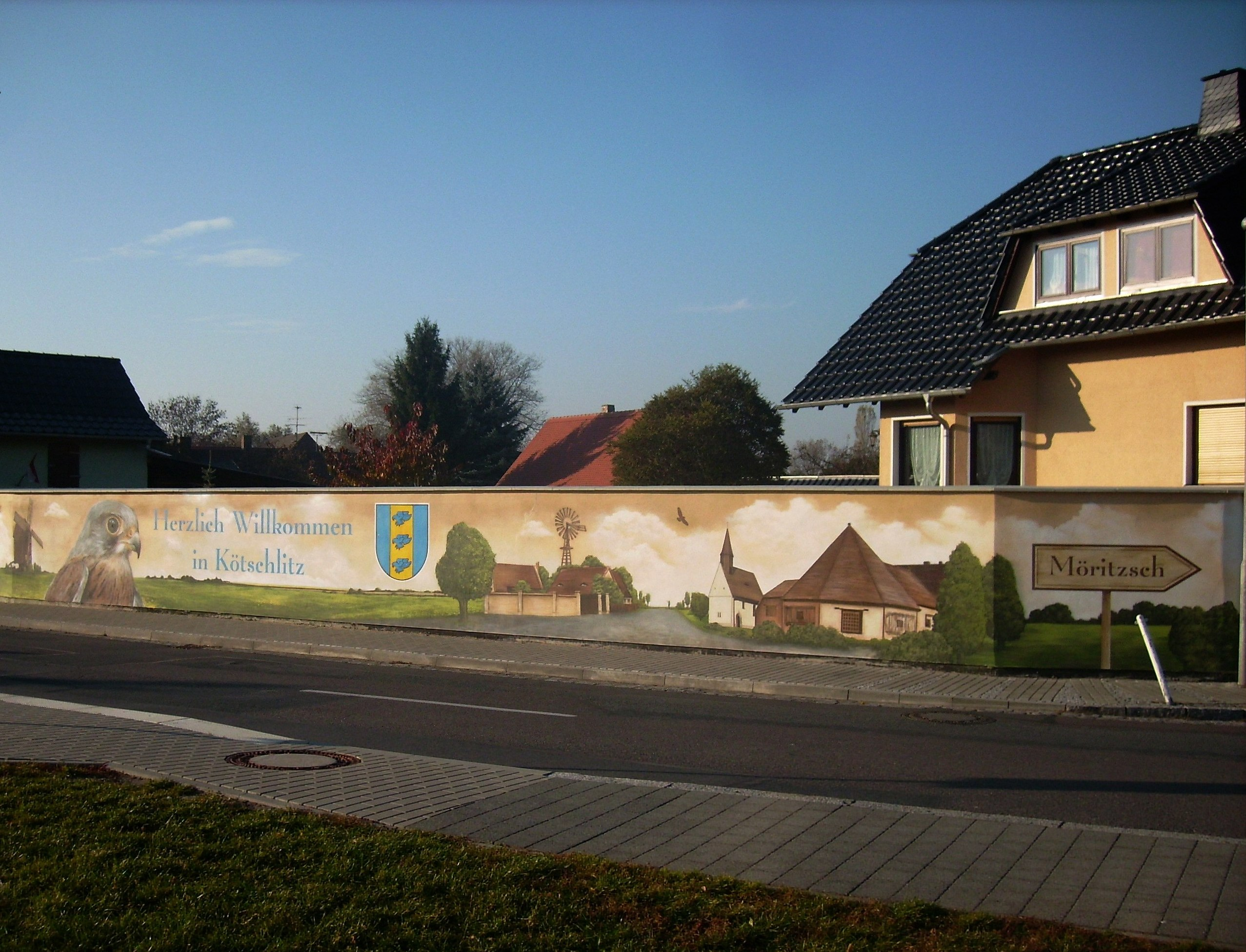
Wandbild

## Geschichte
Kötzschlitz, Möritzsch und Zschöchergen gehörten bis 1815 zum hochstiftlich-merseburgischen Amt Schkeuditz, das seit 1561 unter kursächsischer Hoheit stand und zwischen 1656/57 und 1738 zum Sekundogenitur-Fürstentum Sachsen-Merseburg gehörte. Durch die Beschlüsse des Wiener Kongresses wurden Kötzschlitz, Möritzsch und Zschöchergen mit dem Westteil des Amts Schkeuditz im Jahr 1815 an Preußen abgetreten. Bei der politischen Neuordnung Preußens wurden sie 1816 dem Kreis Merseburg im Regierungsbezirk Merseburg der Provinz Sachsen zugeteilt, zu dem sie bis 1952 gehörten.
Am 26. Oktober 1937 wurde im Rahmen von Germanisierungen von Ortsnamen die Schreibweise Kötzschlitz in Kötschlitz geändert. Am 1. Juli 1950 wurden Möritzsch und Zschöchergen nach Kötschlitz eingemeindet. Bei der Kreisreform in der DDR wurde Kötschlitz im Jahr 1952 dem Kreis Merseburg im Bezirk Halle zugeteilt, der 1994 im Landkreis Merseburg-Querfurt und 2007 zum Saalekreis kam. Am 1. Oktober 1965 wurden die bis dahin selbstständigen Nachbargemeinden Horburg und Maßlau eingemeindet. Am 6. Mai 1990 wurden sie als Gemeinde Horburg-Maßlau wieder in die Selbstständigkeit entlassen.
Von 2006 bis 2009 gehörte Kötschlitz zur Verwaltungsgemeinschaft Leuna-Kötzschau. Bis zum 30. Dezember 2009 war Kötschlitz eine selbständige Gemeinde mit den zugehörigen Ortsteilen Möritzsch und Zschöchergen. Am 31. Dezember 2009 wurde Kötschlitz in die Stadt Leuna eingemeindet. Letzter Bürgermeister der Gemeinde Kötschlitz war Andreas Stolle.

## Wappen und Flagge

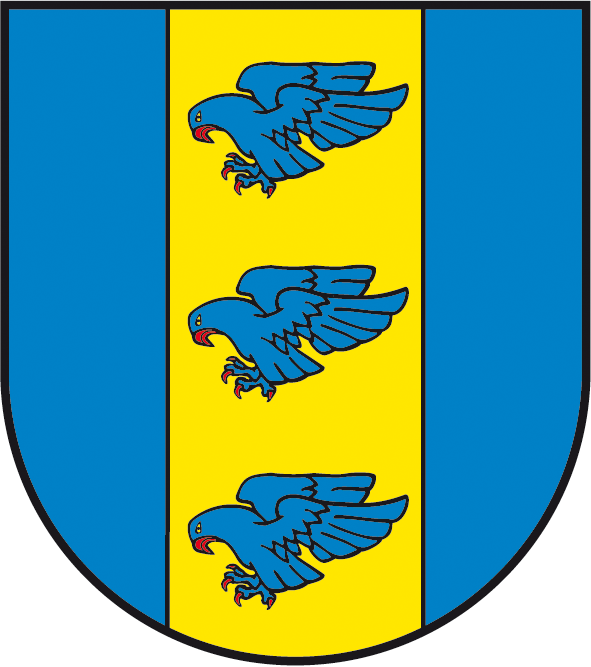
Kötschlitzer Wappen

Blasonierung: „In Gold zwischen zwei blauen Flanken pfahlweise drei sinkende rot bewehrte blaue Falken.“
Die Gemeinde Kötschlitz umfasste drei Dörfer, die früher selbständig waren. Es handelt sich um Kötschlitz, Zschöchergen und Möritzsch. In der Heimatliteratur und Beschreibungen des 19. Jahrhunderts wird erwähnt, dass in der Region viele Falken heimisch waren, die auf den ausgedehnten Wiesen und Feldern ideale Jagd- und Lebensbedingungen hatten. Auch gab und gibt es zahlreiche Quellgebiete. Die genannten drei Dörfer werden im Gemeindewappen darum als drei Falken symbolisiert. Das Wasser stellen die blauen Flanken im Schild dar.
Das Wappen wurde 2000 vom Magdeburger Kommunalheraldiker Jörg Mantzsch gestaltet und ins Genehmigungsverfahren geführt.
Kötschlitz führt eine blau-gelb gestreifte Flagge mit dem mittig aufgelegten Wappen.

## Kultur und Sehenswürdigkeiten

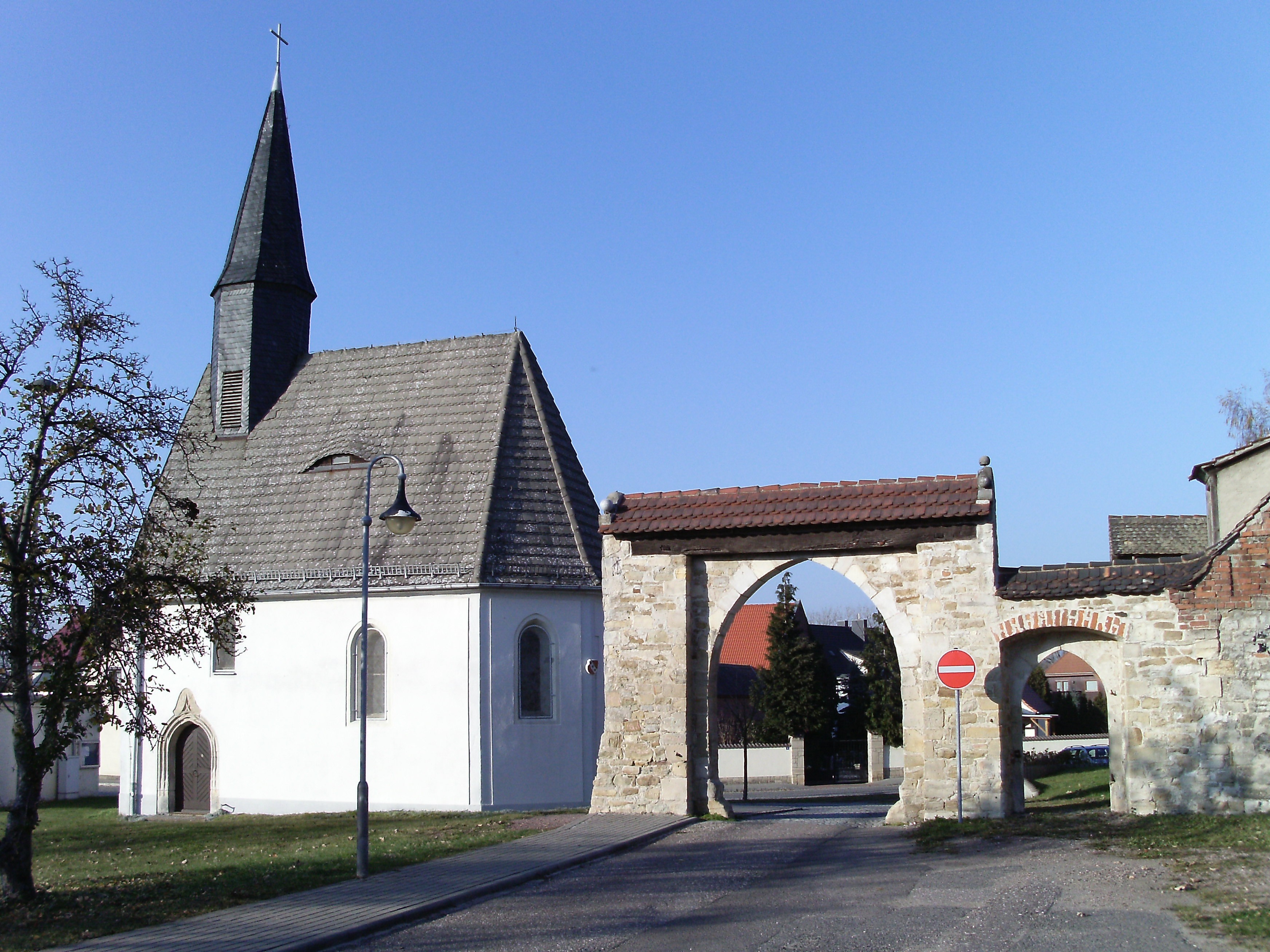
St.-Annen-Kapelle Kötschlitz und Tor des ehemaligen Rittergutes

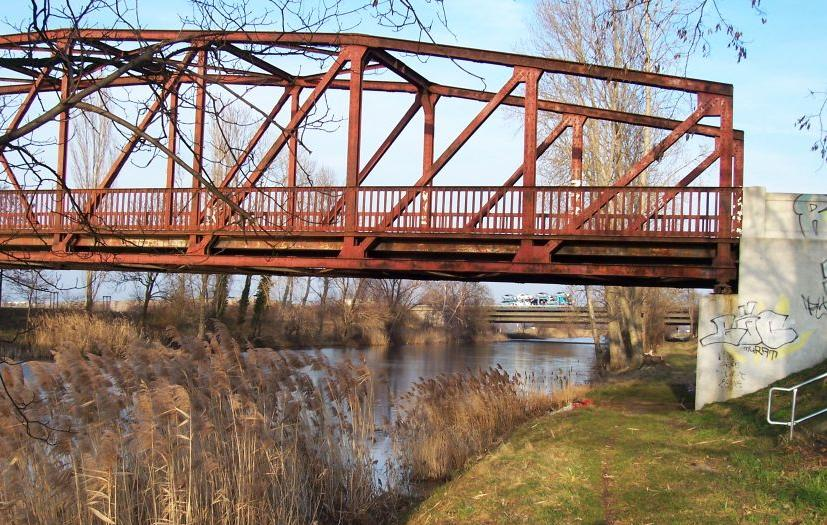
Kanalbrücke bei Möritzsch

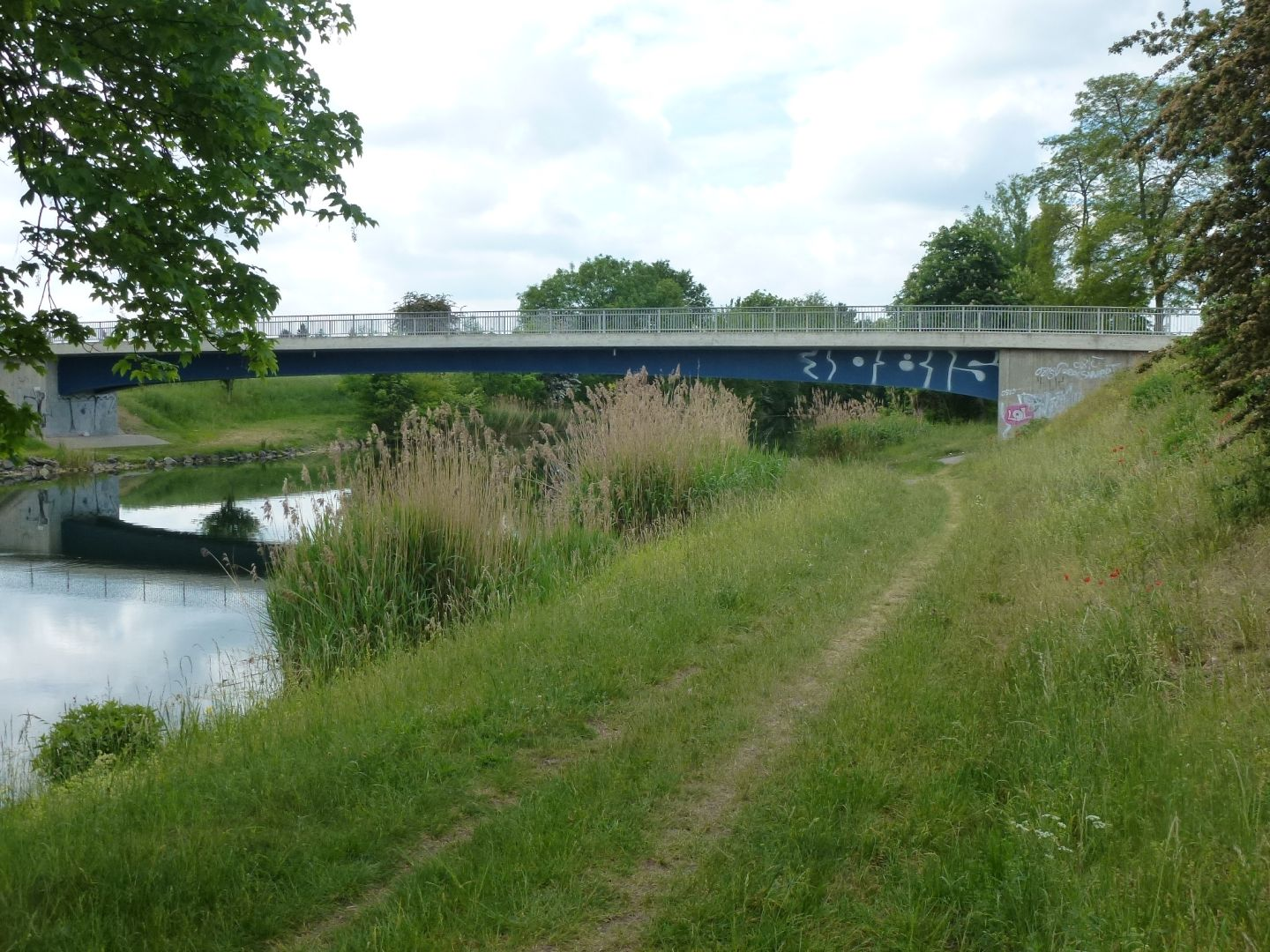
Kanalbrücke bei Kötschlitz

### St.-Annen-Kapelle
Die Annenkapelle wurde 1516 im spätgotischen Stil erbaut. Sie ist ein kleines Rechteckbauwerk mit einem dreiseitigen Chorschluss und einem steilen Dach, über dem Westgiebel bekrönt ein hoher Dachreiter das Bauwerk. An der Südseite erschließt ein kielbogiges Stabwerkportal das Bauwerk, die Inschrift am Chor nennt Otto von Zweimen als Stifter, daneben ist sein Wappen angebracht.
Das Innere ist flachgedeckt und von einer Hufeisenempore umgeben. Ein feingearbeiteter Schnitzaltar stammt aus der Bauzeit, ein Flügel ging verloren. Im Schrein ist Anna selbdritt stehend dargestellt, auf den gemalten Flügeln innen Heilige, außen die Verkündigung an Maria. Ein schlichter hölzerne Taufständer mit Lesepultaufsatz stammt aus der Barockzeit.
Über die Jahre wurde das Gebäude mehrmals restauriert, unter anderem 1883. Im Rahmen dieser Maßnahme – im Jahr des 400. Geburtstags Martin Luthers – stiftete der Patron des Gotteshauses, Graf von Hohenthal-Dölkau, ein Lutherstandbild, das von Holzbildhauer Gustav Kuntzsch, Wernigerode, nach dem Rietschel'schen Lutherdenkmal in Worms geschaffen wurde. Neben der Lutherfigur lieferte Kuntzsch eine Widmungstafel.
Nachdem Graf Hans Christoph von Zweymen 1746 eine Betstube in der St.-Barbara-Kirche in Zweimen auf seine Kosten hatte errichten lassen, kam es auf seinen Wunsch zur Einstellung des Gottesdienstbetriebes in der Kapelle. Im 19. Jahrhundert wurde sie wieder sakral genutzt.

### Umgebung
In der Umgebung verläuft der Saale-Elster-Kanal.

### Regelmäßige Veranstaltungen
Das Pfingstbier wird auf den Koppeln des Rittergutes gefeiert.

## Wirtschaft und Infrastruktur
- Das Einkaufszentrum Nova mit etwa 76.000 m² Einkaufsfläche sowie Restaurants und einem Kino gehört zum benachbarten Ortsteil Günthersdorf.
- Der Schule im Ort stellte 1977 ihren Betrieb ein, seitdem nutzen die Kinder die Schule in Zöschen.
- Das Hotel der Kette Holiday Inn besitzt 89 Zimmer und 8 Konferenzräume.

Verkehrsanbindung
- Die Bundesautobahn 9 und die Bundesstraße 181 kreuzen sich 1000 Meter südöstlich Kötschlitz.
- Auf der B 181 verkehren die Buslinien Merseburg-Leipzig sowie Merseburg-Günthersdorf.
- Die Bahnstrecke Merseburg–Leipzig, die 1931 fertiggestellt wurde, hatte einen Haltepunkt im Ort. 1998 wurde die Strecke jedoch stillgelegt.